# Pintadinho-de-peito-rosado
O pintadinho-de-peito-rosado (Hypargos margaritatus) é uma espécie de ave da família Estrildidae. Habita savana seca e hábitats de vegetação subtropical, tropical ou planície. Também vivem em habitats úmidos perto da costa sudeste da África em Moçambique, África do Sul e Suazilândia. Tem uma grande extensão, com uma extensão global de ocorrência estimada em 160.000 km².